# Moments (One Direction)

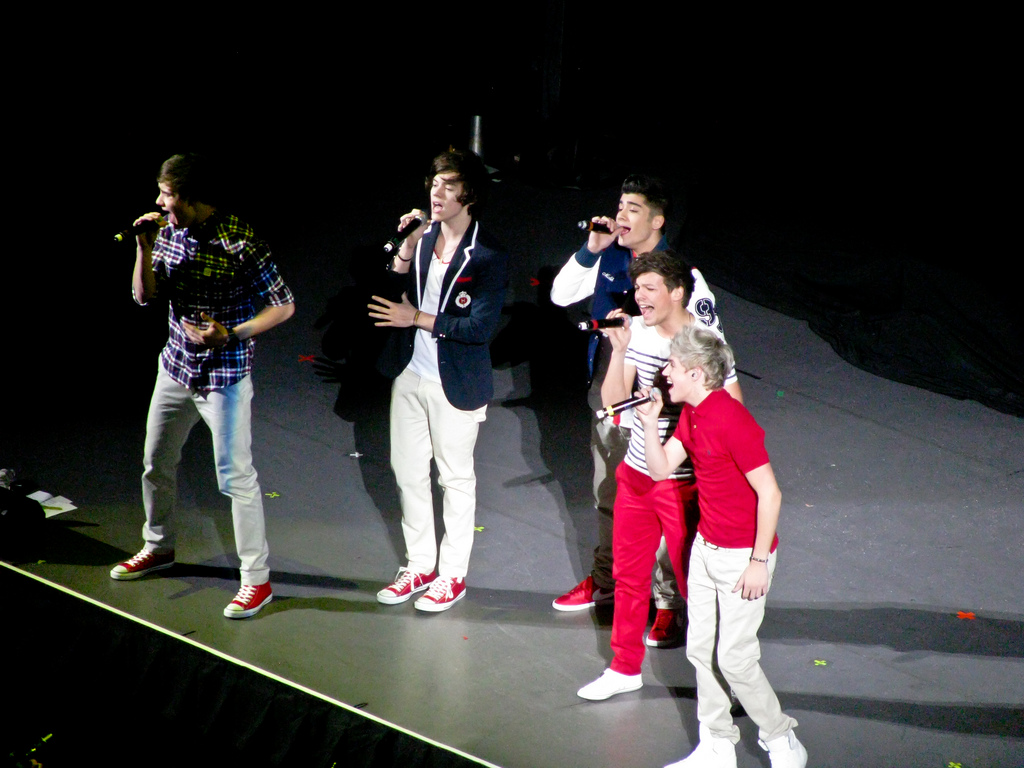
One Direction eseguono "Moments" all'Air Canada Centre di Toronto, febbraio 2012.

Moments è una canzone della boy band britannica One Direction, estratta dalla versione deluxe del loro album studio di debutto Up All Night (2011) e pubblicata come allegato all'EP del singolo Live While We're Young. La canzone è stata scritta dal cantautore Ed Sheeran e da Si Hulbert, e prodotta da Hulbert. La canzone ha ricevuto revisioni positive dalla critica musicale.

## Background
Moments è stata scritta da Ed Sheeran e Si Hulbert, ed è stata prodotta da Hulbert. In un'intervista, Sheeran parlando della canzone, ha dichiarato: "L'ho scritta anni fa. Ho fatto un CD di 40 canzoni che stavo per pubblicare. Harry Styles degli One Direction stava a casa di un mio amico chitarrista a quel tempo. Stavano mettendo il loro album insieme e non avevano abbastanza canzoni. Ho detto "Qui c'è un CD. Se vuoi una di queste canzoni, ce l'ho." Ed è andata sull'album. Era una canzone che non ho mai avuto intenzione di utilizzare. Per averla su un album multi-platino è piuttosto bella" Durante il lancio dell'album nel Regno Unito nel 2011, Louis Tomlinson ha detto che la canzone era la sua preferita dell'album, definendola "fenomenale". Niall Horan ha commentato: "scrivere e registrare questa canzone con Sheeran nel nostro album è stato un onore." Nell'aprile 2012, Sheeran ha parlato della canzone in un'intervista con Dose.ca, e ha parlato di come ha avuto un aumento di giovani fans nell'America del Nord. Ha aggiunto, "È strano, in Inghilterra ho visto ogni cosa — e hai persone giovani, persone anziane, persone di mezza età. Qui ci sono più fan giovani, e penso che alcuni di essi abbiano a che fare con la canzone che ho scritto nell'album degli One Direction."

## Successo commerciale
La canzone ha debuttato sulla Official Singles Chart al numero 118 il 3 dicembre 2011. Ha debuttato sull Billboard Canadian Hot 100 al numero 87 il 21 marzo 2012 e sulla Australian Singles Chart al numero 60 l'8 aprile 2012. Il 2 agosto 2012, Moments è la sesta miglior canzone degli One Direction nel Regno Unito.

## Live
Gli One Direction hanno cantato la canzone al loro Up All Night Tour. La versione live della canzone del tour è presente anche nel loro DVD Up All Night: The Live Tour.

## Tracce
Versione dell'album
1. Moments – 4:22

## Classifiche
| Classifica (2011-2012)               | Maggiore posizione |
| ------------------------------------ | ------------------ |
| Australia (ARIA)                     | 60                 |
| Canada (Billboard Canadian Hot 100)  | 87                 |
| UK Singles (Official Charts Company) | 118                |